# 아오오니 (2014년 영화)
《아오오니》는 2014년에 공개된 아오오니의 실사판 영화이다. 2015년에 후속편인 아오오니 ver.2.0이 공개되었다.

## 같이 보기
- 아오오니